# 阿氏喉鰭魚
阿氏喉鰭魚，為輻鰭魚綱鯰形目項鰭鯰科的其中一種，為熱帶淡水魚類，分布於南美洲奧里諾科河流域，體長可達14公分，棲息在底層水域，生活習性不明。